# Hudsonhof
Het Hudsonhof is een voetgangersgebiedje in Amsterdam-West, De Baarsjes.

## Geschiedenis en ligging
Het gebied maakt sinds de late jaren twintig en begin jaren dertig deel uit van de buurt rondom het Balboaplein. De Hudsonstraat kreeg dan ook haar naam op 22 maart 1922 een vernoeming naar de Britse zeevaarder Henry Hudson, die enige tijd in dienst was bij de Verenigde Oostindische Compagnie. Die straat had in een onderdoorgang onder woningen verbinding met de drukke verkeersroute Jan Evertsenstraat. Die onderdoorgang was uitgespaard uit een complex ontworpen door Jan Frederik Staal.
In de jaren negentig vond er een grote renovatie van de buurt plaats, waarbij de kruising Hudsonstraat en Jan Evertsenstraat niet langer wenselijk was. De kruising was onoverzichtelijk omdat de bebouwing aan de Jan Evertsenstraat net ten westen van de kruising voor de gangbare rooilijn staat en het uitzicht belemmert. Men koos ervoor het laatste stukje Hudsonstraat voetgangersgebied te maken en om te dopen in Hudsonhof (13 mei 1997; Stadsdeel Baarsjes).
Om ervoor te zorgen dat men zich ook hield aan het voetgangersgebied werd de Hudsonstraat ter hoogte van de Barthlomeus Diazstraat afgeschermd met een hekwerk van Narcisse Tordoir, hetgeen ook het enige artistieke kunstwerk in het straatje is. Alle plaveisel werd aansluitend gelegd aan het trottoir van de Jan Everstenstraat. 

## Gebouwen
Aan de oneven zijde sluit de bebouwing aan bij strokenbouw ontworpen door Hendrik Wijdeveld in de Hudsonstraat. De even zijde is ontworpen door A.A. van de Linde. De stijl Amsterdamse School overheerst daarbij. De onderdoorgang van Staal is gebouwd in de overgangsstijl tussen Amsterdamse School en het Nieuwe Bouwen.

## Afbeeldingen

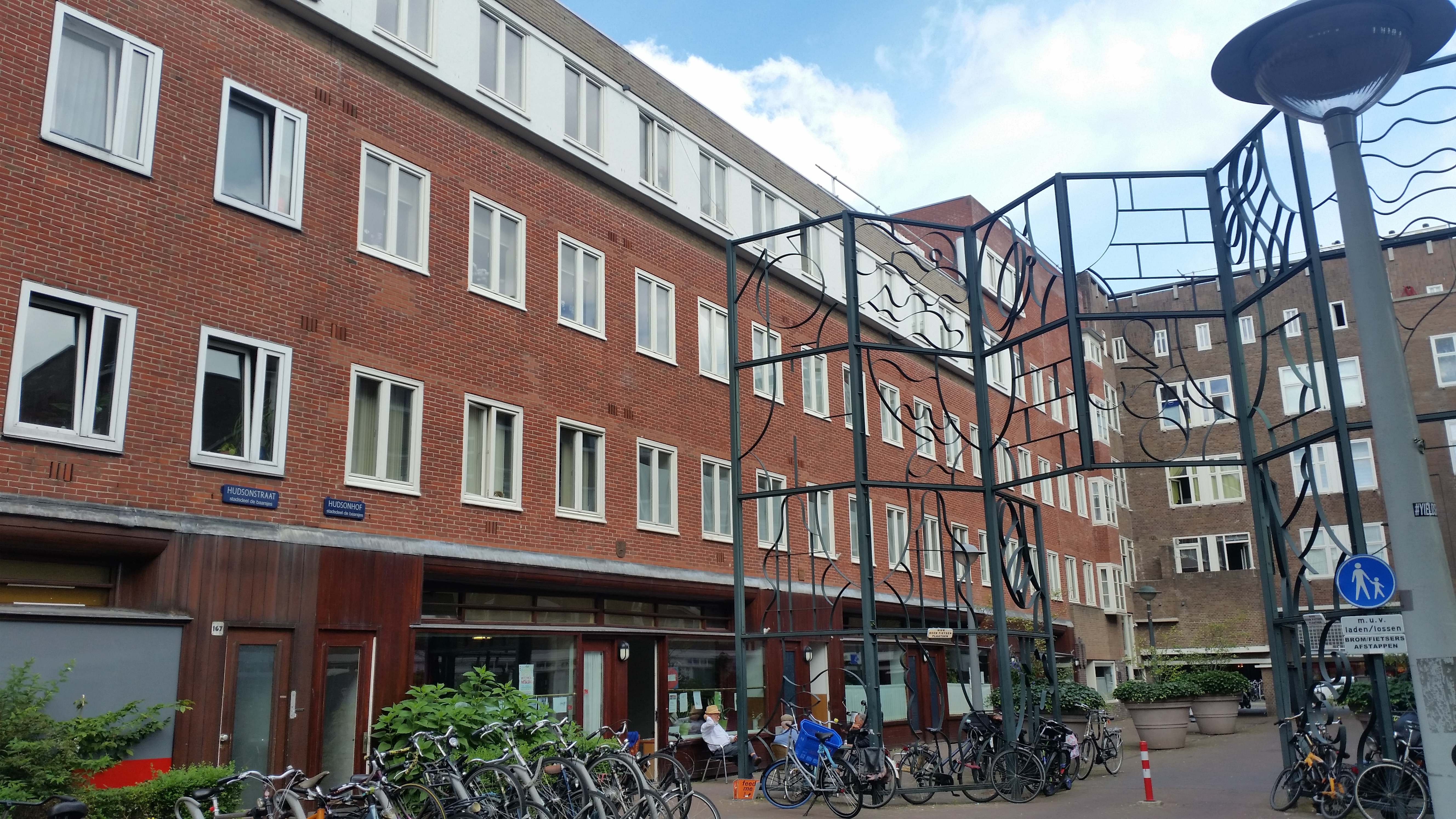
Werk van Wijdeveld (juli 2020)
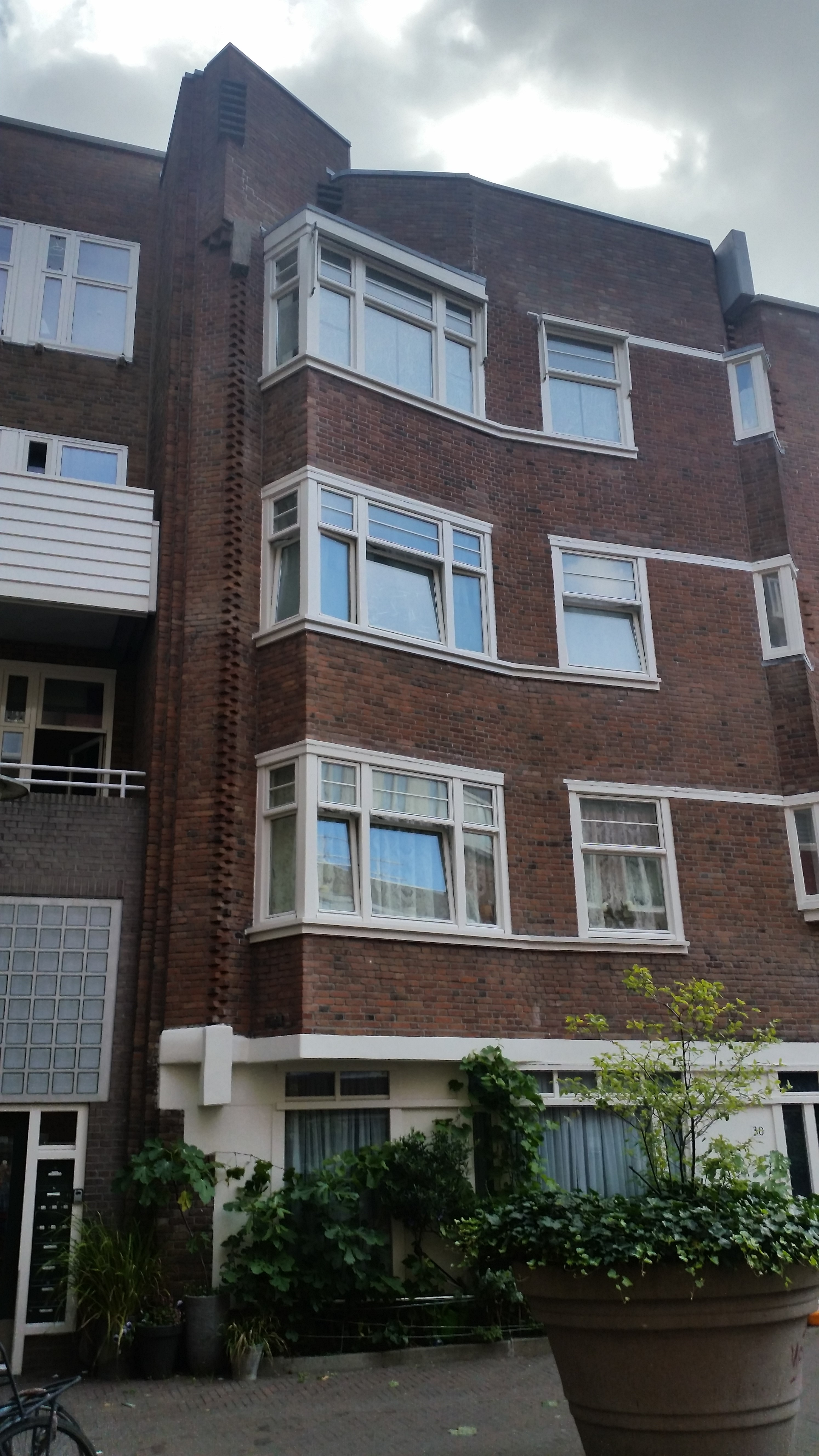
Werk van A.A. van de Linde (juli 2020)
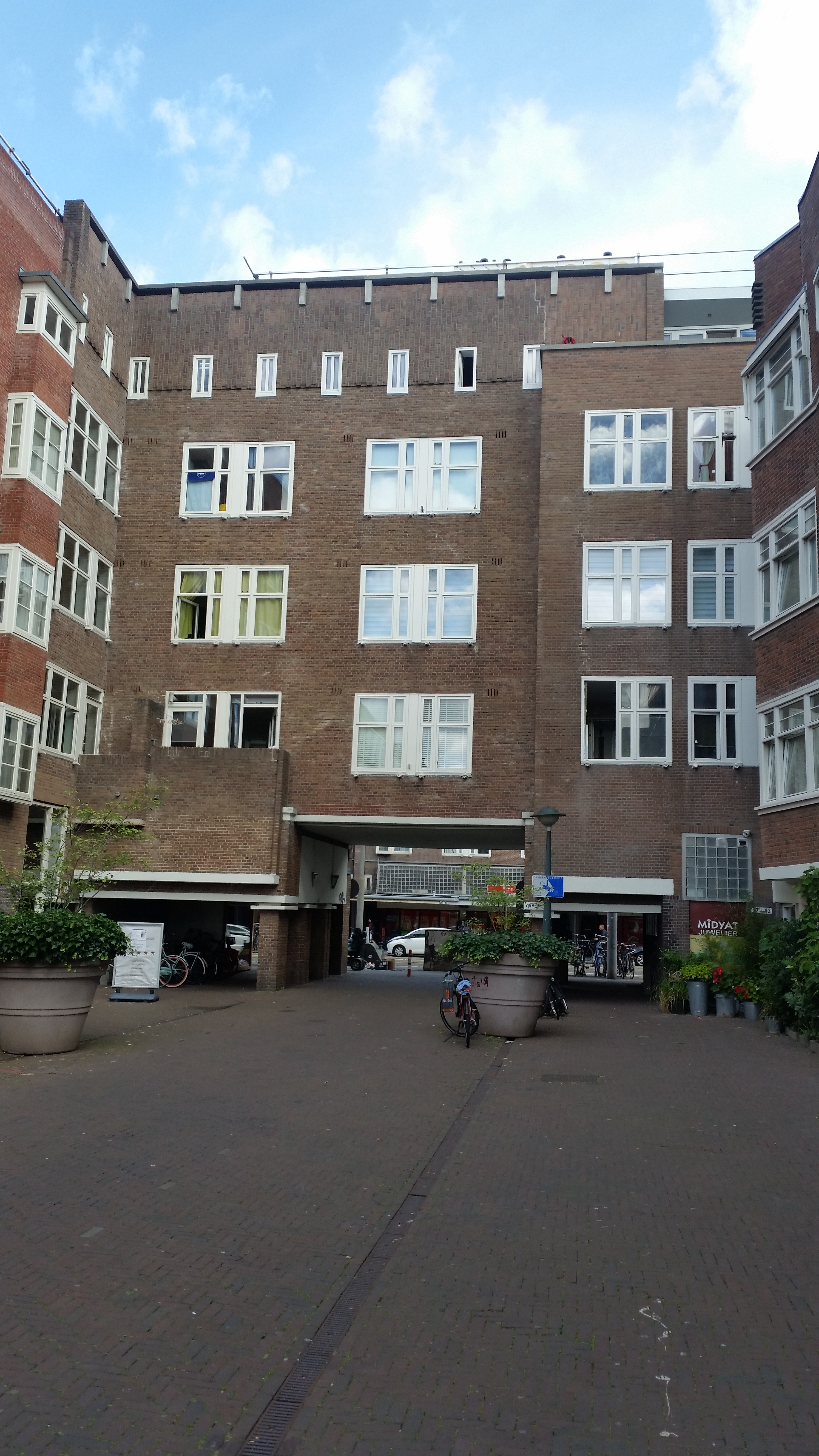
Werk van Staal (juli 2020)
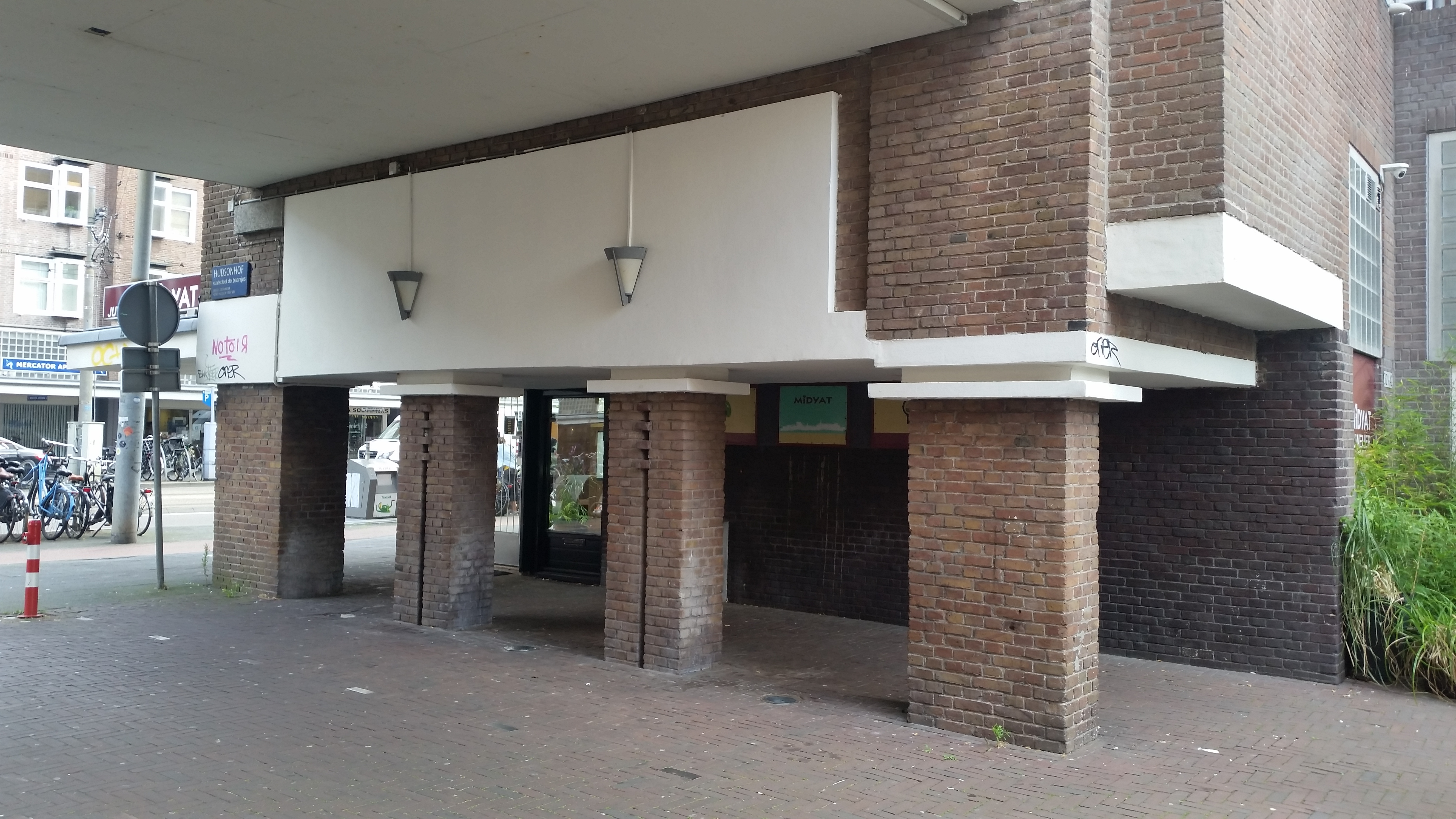
Versieringen in de onderdoorgang (juli 2020)